# Vellev Kommune
Vellev Kommune (1842-1970) var en dansk landkommune i Houlbjerg Herred i Viborg Amt.

## Geografi
Kommunen grænsede mod nord til Langå-Thorup-Sønder Vinge Kommune, mod øst til Laurbjerg-Lerbjerg Kommune, mod sydøst Houlbjerg-Granslev Kommune, mod syd Vejerslev-Aidt-Thorsø Kommune og mod vest Hvorslev-Gerning Kommune.

## Administrativ historik
Kommunen blev oprettet i 1842 og ved kommunalreformen i 1970 sammenlagt til Hvorslev Kommune.